# نارسيسي ياميوغو
نارسيسي ياميوغو (بالفرنسية: Narcisse Yaméogo) (19 نوفمبر 1980) لاعب كرة قدم بوركينابي معتزل كان يجيد اللعب في مركز الوسط المهاجم.

## روابط خارجية
- نارسيسي ياميوغو على موقع قاعدة بيانات كرة القدم.إي يو (الإنجليزية)
- نارسيسي ياميوغو على موقع ناشيونال فوتبول تيمز (الإنجليزية)
- نارسيسي ياميوغو على موقع Soccerway.com (الإنجليزية)
- نارسيسي ياميوغو على موقع عالم كرة القدم.نت (الإنجليزية)